# بيير باربييه
بيير باربييه (بالفرنسية: Pierre Barbier) (و. 1912 – 1982 م) هو سياسي، وجراح، ورئيس بلدية، وعضو المجلس العام ‏، وعضو مجلس الشيوخ الفرنسي، من فرنسا، توفي في نيس، عن عمر يناهز 70 عاماً.

## مناصب
تولى منصب رئيس بلدية، وعضو مجلس الشيوخ الفرنسي.

## التعليم
تعلم في كلية الطب في باريس ‏.

## جوائز
حصل على جوائز منها:
- صليب الحرب 1939-1945 (فرنسا)
- وسام السعفات الأكاديمية من رتبة فارس.